# Walter Niederle
Walter Niederle (1921.) bivši je austrijski hokejaš na travi. 
Na hokejaškom turniru na Olimpijskim igrama 1948. u Londonu igrao je za Austriju, koja je ispala u 1. krugu. Austrija je osvojila 3. mjesto u skupini "A", odigravši dva susreta neriješeno i izgubivši samo od kasnijeg olimpijskog pobjednika, hokejaške velesile Indije. Na završnoj ljestvici dijelila je 5. – 13. mjesto. 

## Vanjske poveznice
- Profil na Sports Reference.com  Arhivirana inačica izvorne stranice od 11. kolovoza 2011. (Wayback Machine)